# Princess Daphné (navire)
Le Princess Daphné est un navire de croisière portugais construit à l’origine comme cargo sous le nom de Port Sydney en 1954 par les chantiers Swan Hunter WR de Wallsend pour la compagnie Port Line. Il est converti en navire de croisière en Grèce entre 1972 et 1974 et effectue des croisières jusqu’à sa démolition en 2014 à Alang après être resté désarmé à Souda pendant un an et demi.
Il a pour navire jumeau le Princess Danaé.

## Histoire
Le Princess Daphné est un navire de croisière portugais construit en 1954 comme cargo, sous le nom de Port Sydney, par les chantiers Swan Hunter WR de Wallsend pour la compagnie Port Line. Il est lancé le 29 octobre 1954 et mis en service le 7 juillet 1955. Il effectue des voyages entre l’Angleterre, l’Australie et la Nouvelle-Zélande en emportant douze passagers en plus de sa marchandise.
En 1972, il est vendu à la compagnie JC Karras qui le renomme Akrotiri Express et le fait convertir en navire de croisière à Chalkis. Il est remis en service le 26 juillet 1975 sous le nom de Daphné. Le 15 mai 1975, alors qu’il navigue entre La Nouvelle-Orléans et Cuba, il est victime d’une alerte à la bombe, qui s’avère fausse. En mai 1979, la compagnie Costa Croisières l’affrète pour cinq ans avant de l’acheter à la fin du contrat, en 1984.
En 1990, il est vendu à la compagnie Prestige Cruises, puis il est affrété pour cinq ans par la compagnie Schweiziska Veranstalter Leisure Cruise qui le rebaptise Switzerland. En 2001, il est vendu à la compagnie Dreamline Cruises, mais il est désarmé à Marseille dès le 27 septembre 2001. Il est ensuite affrété par la compagnie Page & Moy en février 2002 et navigue sous le nom d’Ocean Odyssey, puis d’Ocean Monarch. En février 2005, il est utilisé comme navire hôpital au Sri Lanka avant d'être désarmé en baie d'Eleusis et mis en vente en octobre 2005.
En 2006, il est momentanément remis en service, puis de nouveau désarmé à Eleusis le 30 octobre 2006. Il est vendu à la compagnie Classic International Cruises en novembre 2007. Il devient le  Princess Daphné en novembre 2008.
En septembre 2012, alors qu’il est affrété par la compagnie Ambiente Kreuzfahrten, il est saisi à Souda à la suite de la faillite de son armateur, la compagnie Classic International Cruises. En mai 2014, il est vendu à la casse. Il quitte Souda le 17 mai 2014 sous le nom de Daphné et battant pavillon Saint-Christophe-et-Niévès et est échoué à Alang le 14 juin 2014.

## Galerie

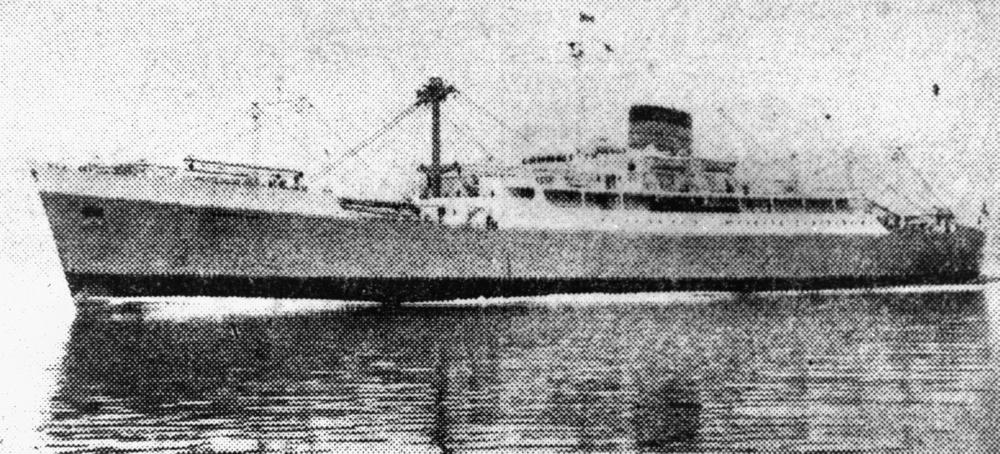
Le Port Melbourne, navire jumeau du Port Sydney.
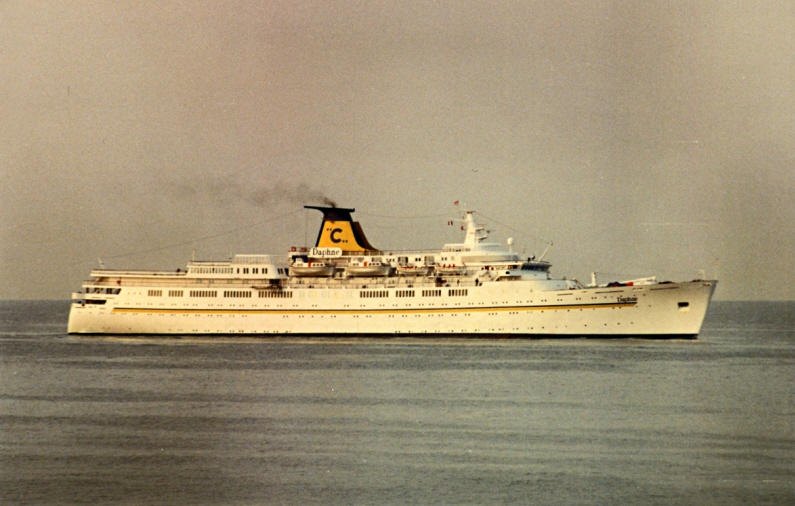
Le Daphné en avril 1992.
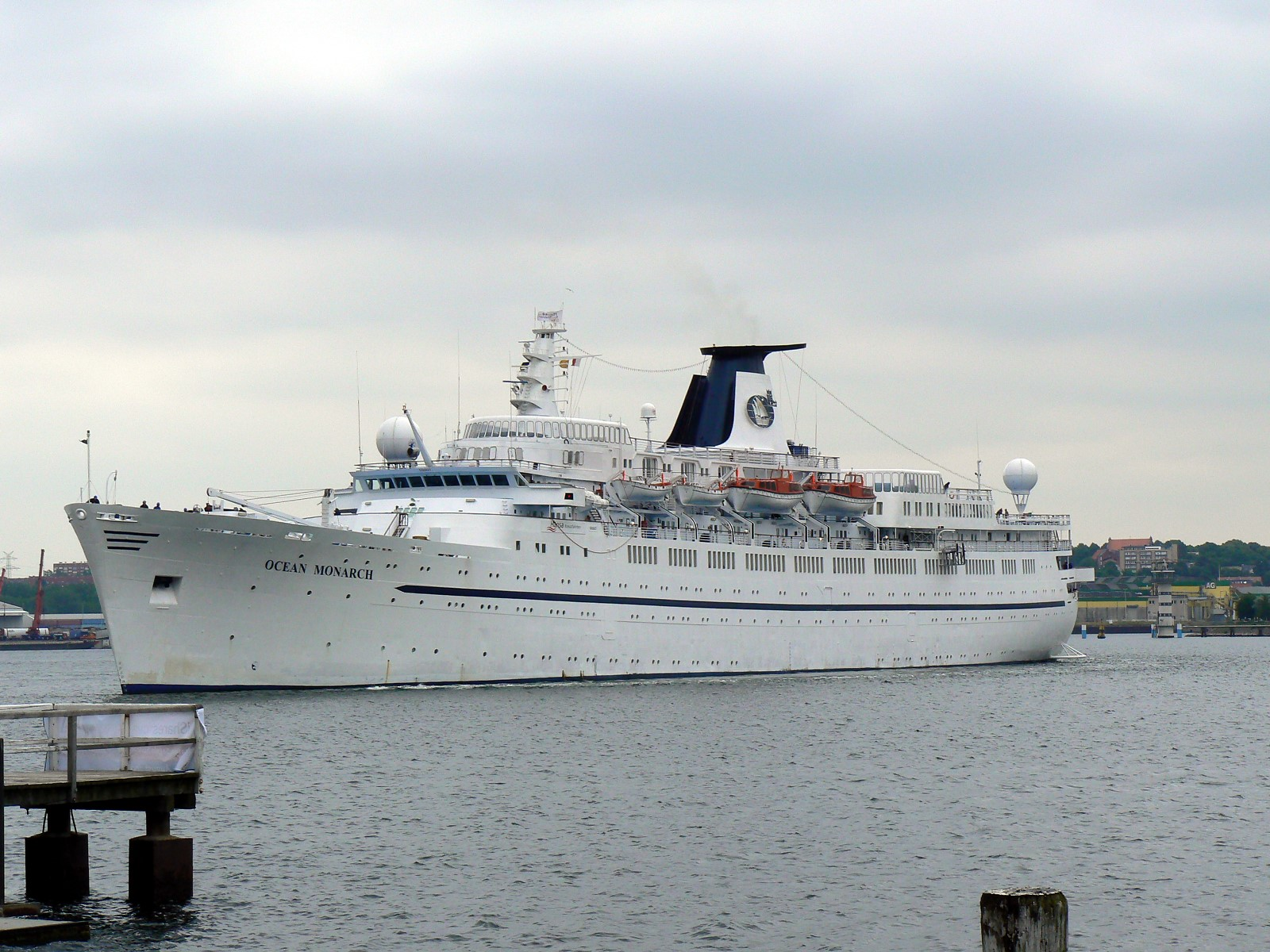
L’Ocean Monarch à Kiel en juillet 2008.
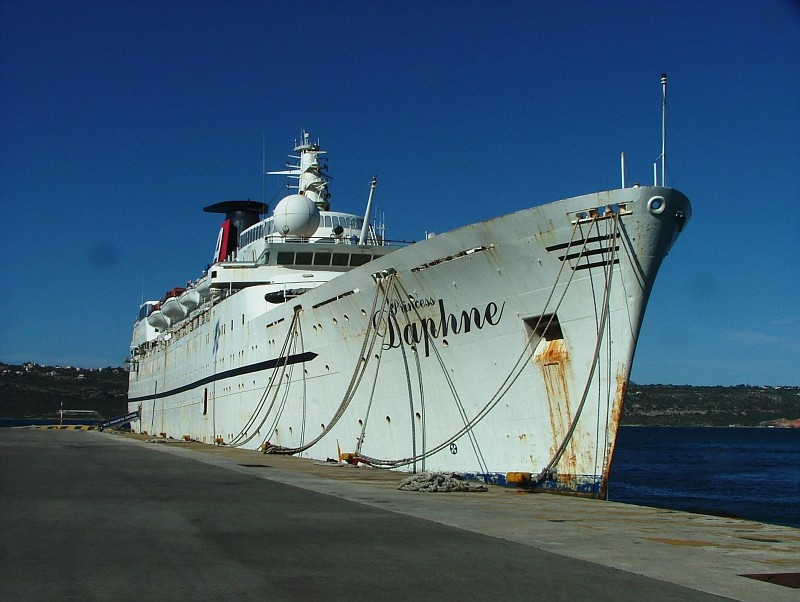
Le Princess Daphné détenu à Souda en mai 2014.

## Sources
- L'histoire du Princess Daphné sur Fakta Om Fartyg